# 三品昌美
三品 昌美（みしな まさよし、1944年7月24日 - ）は、日本の医化学者、神経生理学者。
主な業績はシナプス分子と記憶・学習に関する研究で、グルタミン酸受容体の仕組みの発見など、脳の記憶や学習機能の解明に貢献した。

## 経歴
滋賀県守山市出身。工学博士（京都大学、1977年）。
1971年、京都大学工学部工業化学科卒業。1976年、京都大学大学院工学研究科博士課程単位修得退学。
1978年、ドイツ・エアランゲン＝ニュルンベルク大学生化学研究所 研究員。1980年、スイス・チューリッヒ大学分子生物学研究所 研究員。
1981年、京都大学医学部 助教授。1990年、新潟大学脳研究所 教授。1993年、京都大学医学部 教授。
1997年、東京大学大学院医学系研究科 教授。2012年、立命館大学総合科学技術研究機構 客員教授。
2012年、東京大学 名誉教授。
2005年に日本薬理学会会長、2008年に日本生化学会会長を歴任した。

## 受賞歴
- 1992年 - 塚原仲晃記念賞
- 2003年 - 藤原賞
- 2010年 - 江橋節郎賞（日本薬理学会）
- 2012年 - 武田医学賞
- 2016年 - 日本学士院賞

## 栄典
- 2010年 ‐ 紫綬褒章[3]

## 編著
- 『脳・神経疾患 疾患モデルの作製と利用』 エル・アイ・シー 2011
- 『分子脳科学 分子から脳』 化学同人 2015